# Karl Schorn
Karl Schorn (Düsseldorf, 1800. október 16. – München, 1850. október 7.) német festő.

## Pályafutása
A Düsseldorfi Akadémián, azután Párizsban Antoine-Jean Gros-nál és Jean Auguste Dominique Ingres-nél, Münchenben Peter von Corneliusnál és Heinrich Hersnél tanult és 1847-ben a Müncheni Képzőművészeti Akadémia tanára lett. Történeti zsánerképei közül említést érdemelnek: Stuart Mária és Riccio; V. Károly a kolostorban; III. Pál pápa és Luther arcképe; Cromwell a dunbari csata előtt (königsbergi múzeum); Az anabaptisták kihallgatása Münster bevétele után stb.